# توزند فوت کراچ

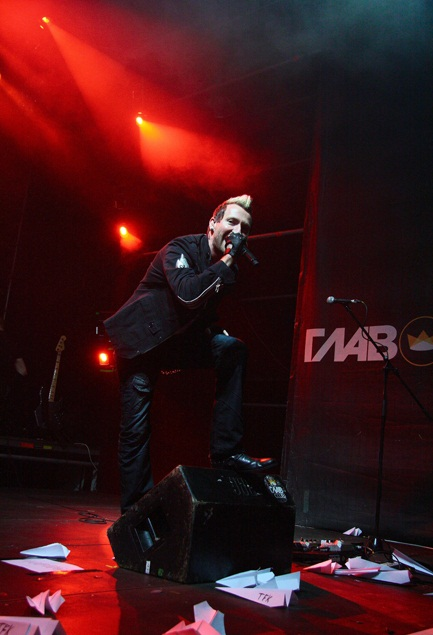
توزند فوت کراچ

توزند فوت کراچ (به انگلیسی: Thousand Foot Krutch) که به‌اختصار TFK نامیده می‌شود، یک گروه راک مسیحی کانادایی هستند که در سال ۱۹۹۵ تشکیل شد. آنها هشت آلبوم رسمی، ۳ آلبوم ریمیکس و ۲ آلبوم لایو منتشر کردند. خواننده و درامر این گروه یعنی ترور مکنیون (Trevor McNevan) و استیو آگوستین (Steve Augustine) همچنین عضو پروژهٔ جانبی خود به نام اف ام استاتیک (FM.Static) هستند و جوئل برویر پروژه انفرادی خود را با نام «اتاق طراحی» (The Drawing Room) در سال ۲۰۰۹ آغاز کرد. این گروه از فوریه ۲۰۱۴ یک میلیون آلبوم به فروش رسانده‌است.